# 볼더 모델
볼더 모델(Boulder Model)이라고도 불리는 과학자-임상가 모형(Scientist–practitioner model)은  심리학자에게 과학적 연구 및 전문가적 실무라는 한쌍의 기초를 제공하는 심리학 교육 프로그램을 위한 수련 모델이자 또는 궁극적인 활동 원리중 하나로 여겨진다.
데이비드 샤코(David Shakow)는 이 모델의 첫 번째 버전을 만들어 학계에 소개했다. 1941년부터 1949년까지 샤쿄(Shakow)는 이 모델을 핵심 원리가 더 발전한 일련의 모델을 심리학회 분과 위원회에 제시했다. 모든 컨퍼런스에서 매우 잘 받아들여졌기 때문에 모델이 원래 버전과 최소한으로 변경되었다. 1949년 콜로라도주의 볼더 회의에서 임상 심리학 프로그램을 위한 이 수련 모델이 이슈가 되었다. 여기에서 심리학자들과 미국심리학회로부터 공식적으로 임상심리학자를 위한 교육 프로그램의 모델로 인정을 받았다.

## 윤리강령
한편 이러한 볼더모델인 과학자-전문가 모형은  임상심리학, 상담심리학등 심리학의 응용에 있어서 중요한 개념으로 심리학자가  진단과 치료를 위한 역할에서 윤리강령의 기초가 되는 개념이 되어주었다. 이는 정신건강 의료인으로서의 전문가인 심리학자가 진단과 치료에서 객관적으로 연구결과를 사용하는 수요자의 입장뿐만아니라 과학자로서의 입장에서 진단과 치료 방법에서 과학적 연구성과를 결과로 생산하는 공급자로서의 역할도 강조하고있다.

## 같이 보기
- 심리평가
- 심리측정
- 환자권리장전